# Pier da Medicina
Pier da Medicina (Medicina, ... – ...; fl. XIII secolo) è un personaggio della Divina Commedia del quale non si conoscono esatti documenti storici che ne attestino la vita. Qualcuno lo identifica con Pietro di Aino, del quale si hanno notizie fino al 1277.
Dante lo incontra nell'Inferno tra i seminatori di discordia (XXVIII, vv. 64-90) e lo descrive orrendamente mutilato da tagli sul volto (del naso, di un orecchio) e con un buco nella gola che quando parlava faceva uscire schizzi rossi di sangue. Dopo aver malinconicamente pregato Dante di ricordarsi di lui se passa nella pianura emiliana, dove appunto si trova Medicina, egli fa una raccomandazione a due personaggi di Fano (Guido del Cassero ed Angiolello da Carignano), predicendo la loro morte violenta per mano del tiranno Malatestino I Malatesta, poi afferra per la bocca il dannato accanto a sé e mostra con dispregio a Dante come egli abbia tagliata la lingua (Curione).
Gli antichi commentatori dicono, sulla scorta del passo dantesco, che seminò discordia a Bologna, o tra Bologna e Firenze, e fu forse tra i signori di Medicina, che venivano chiamati "cattani". Il commentatore antico Benvenuto da Imola, forse più affidabile perché di quelle zone, dice che Piero si era arricchito con l'arte di seminare discordie, e Dante lo avrebbe conosciuto quando sarebbe stato ospite della corte dei Cattani di Medicina.